# Jukeboxmuseum (Menen)
Het (Magic) Jukeboxmuseum was een museum in het West-Vlaamse Menen. Het werd geopend in april 2012 en sloot de deuren op 21 juni 2017.
De collectie bestaat uit rond honderd jukeboxen: apparaten met singles die in de twintigste eeuw muziek afspeelden in cafés. De exemplaren werden tussen 1946 en 1964 geproduceerd. Daarnaast zijn er rond driehonderdvijftig radio's uit het begin van de twintigste eeuw en duizenden singles. 
Het grootste deel van de jukeboxen is afkomstig uit de Verenigde Staten. Daarnaast komen exemplaren uit Duitsland en Frankrijk en zijn er drie te zien van het merk Barco uit België zelf. Het apparaat wordt wel als symbool gezien van de veramerikanisering na de Tweede Wereldoorlog en kostte tijdens zijn hoogtijdagen evenveel als een kleine auto.
Het museum informeerde de bezoeker verder over de geschiedenis en de technische werking van de apparaten. In de cafetaria van het museum werd de documentaire Zo leeft Menen in de jaren '50 getoond van Carl Heinz. De jukeboxen werden in de loop van de jaren bijeengebracht door Geert Olieu.